# John Eccles (compositeur)
Pour les articles homonymes, voir Eccles.
John Eccles (Londres 1668 - 12 janvier 1735) est un compositeur anglais. 

## Biographie
Il est le fils aîné de Solomon Eccles (en) (1618–1683), un compositeur qui, « devenu quaker fanatique vers 1660 », fustige la musique dans ses pamphlets et est poursuivi à plusieurs reprises pour désobéissance civile pendant la Restauration anglaise. En dépit de ce père hostile à l'art, John Eccles reçoit une solide éducation musicale, tout comme son frère Henry Eccles (en), né en 1670.
En 1694, il entre au service de la cour comme musicien de la chambre privée du roi. 
En collaboration avec Gottfried Finger, il compose en 1696 le masque The Loves of Mars and Venus et publie, de 1698 à 1700, trois livres contenant de la musique de scène et diverses pièces pour instruments. Il acquiert ainsi, auprès de ses contemporains, une bonne réputation de spécialiste de la musique pour le théâtre.
En « 1700, il succède à Nicholas Staggins comme maître de musique du roi » (Master of the King's Music). La même année, il termine en deuxième position d'une compétition pour adapter en masque la pièce The Judgement of Paris de William Congreve (John Weldon est le lauréat). La musique de scène de John Eccles pour The Judgement of Paris sera néanmoins publiée et, en 1705, il écrira celle pour Semele du même auteur.
Il a également publié un livre de pièces pour clavecin en 1702 et un recueil de chansons à 1, 2 ou 3 voix en 1704.